# Cabildo de Santa Fe
El edificio del cabildo de Santa Fe o simplemente Cabildo de Santa Fe fue el recinto del ayuntamiento o corporación municipal de la ciudad de Santa Fe de la Vera Cruz que funcionó allí desde el traslado de la ciudad en 1649 hasta su desaparición en 1832 por decreto del propio cabildo. El edificio siguió en pié, con modificaciones, hasta su demolición en el año 1908 para dar lugar a la construcción de la Casa de Gobierno de Santa Fe.
El cabildo de Santa Fe fue escenario central del Estatuto de 1819, la Convención Nacional de 1828, la firma del Pacto Federal, la Convención Provincial de 1841, el Congreso Constituyente de 1853 y las reformas de la Constitución Nacional del 1860 y 1866.
El edificio del cabildo se hallaba situado en la calle 3 de febrero N.º 2649, en donde ocupaba un solar asignado para él por el fundador de la ciudad, Juan de Garay, frente a la Plaza Mayor (hoy Plaza 25 de Mayo).

## El cabildo como institución
Al igual que los demás cabildos de la América española, el de Santa Fe tenía primariamente atribuciones judiciales y de administración municipal. Los alcaldes ordinarios del cabildo administraban justicia en primera instancia en lo civil y criminal, mientras que los regidores y otros funcionarios se ocupaban de los distintos quehaceres de la administración comunal, tales como el aseo, el ornato y el abastecimiento de la ciudad y su ejido. Entre sus funciones se destacaban las de justicia, policía de seguridad y cárceles; administración de los bienes del dominio público y privado de la corporación; de las comunicaciones interurbanas y el tránsito; de la protección de las fronteras frente a ataques o amenazas; del comercio y el abastecimiento; del trazado y cuidado de las calles; la reglamentación de las edificaciones; la higiene y la moralidad pública; la enseñanza primaria y el patronato de menores e incapaces.
Cuando Garay se hizo cargo de la ciudad, los cargos que había en el cabildo eran: dos alcaldes, seis regidores, el procurador de la ciudad, un mayordomo, un alférez real, el fiel ejecutor, un juez de bienes de difuntos, el mayordomo del hospital, el alguacil mayor, dos alcaldes de hermandad y el escribano.
Los cabildantes eran elegidos anualmente por los "vecinos" de la primitiva ciudad, quienes eran aquellos ciudadanos que eran vecinos permanentes de la ciudad, poseyendo alguna propiedad y teniendo familia y oficio no vil.
En 1810, con la Revolución de Mayo, Santa Fe y el cabildo se plegaron a ella, y desde entonces a las funciones habituales se incorporaron las atribuciones políticas relativas a la representación y soberanía. Desde allí gobernó Estanislao López durante casi todo su gobierno.
El propio cabildo dispuso su disolución en el año 1832.

## Historia

### Cabildo colonial

#### Primeros años

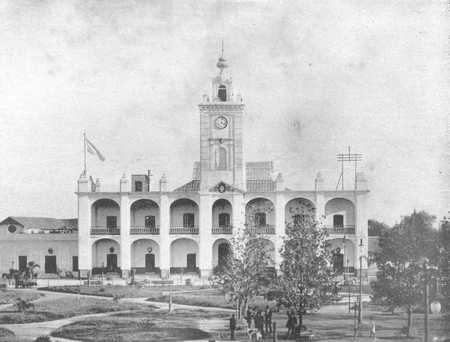
El Cabildo en el año 1876, vista frontal, en donde se aprecia la recova y la galería de la primera
planta.

En el antiguo emplazamiento de Santa Fe, en la actual Cayastá, se había construido un precario cabildo, donde se producen las primeras actas. De la primera que se tiene constancia es en enero de 1575, cuando el teniente de gobernador Francisco de Sierra, entrgó el puesto de alcalde ordinario a Antonio Tomás de Santuchos, hombre de confianza de Juan de Garay y el primer músico que tuvo Santa Fe. Las siguientes son la del 16 de enero de 1575, pidiendo la fabricación de "pólvora, se provean pesas y medidas,se tasen los trabajos y se ponga precio al hierro, acero, papel, lienzo, garavatá, tocino, maíz, questo, etc.", por los malones indígenas y la sequía que azotaba la región, y la del 17 siguiente, en el que se "dispone la obtención del salitre para fabricar pólvora.- Se procede a la tasación de elementos y trabajo de carpintería, zapatería, herrería y sastrería: puertas, ventanas, sillas, calzados, espuelas, cuchillos, hachas, tijeras, arado, ropas, hierro, papel, plomo.", en respuesta a lo pedido por el cabildo.
Ante la rebelión de 1577 en contra de Diego Ortiz de Zárate y Mendieta, muchos españoles se resuelven a abandonar la ciudad, y Pedro de Espinosa, procurador de Santa Fe, le pide al cabildo que se le prohíba a ningún español irse de la misma, y en especial a Pedro de Vega, el maestro de la ciudad, a lo que el cabildo responde afirmativamente el 13 de mayo de 1577. Más tarde, también se impidiria la salida del cirujano Andrés de Arteaga, el 17 de junio de 1578.
Sobre la revolución de los Siete Jefes, no se encuentra ningún acta que hable sobre la misma, solo sirviendo el acta del 1 de enero de 1580 en la que se incluye entre los nuevos regidores a Lázaro de Venialvo y Diego de Leiva.
Después de estos hechos, siguirian años relativamente tranquilos para el cabildo de Santa Fe. Solo se destaca la donación de Diego Bañuelos de dos solares al padre Armiño, de la compañía de Jesús, para que levante una iglesia y un convento, el 9 de enero de 1590. Pero más tarde, a fines del siglo XVI, las malas cosechas, las crecidas del río y las pestes mermaban a la población, y, en 1590, el cabildo se dirige a la Real Audiencia, haciéndole saber que ciertos pagos no pudieron hacerse debido al fracaso de la cosecha.
El 3 de mayo de 1615 Hernando Arias de Saavedra presentó ante el Cabildo de Santa Fe su título de gobernador del Río de la Plata y del Paraguay, firmado por el rey Felipe III en San Lorenzo en septiembre del año anterior. Los capitanes Juan de Garay y Antón Rodríguez de Cabrera firmaron, tres días después, ante el Cabildo como "fiadores" del nuevo gobernante. El 16 de ese mismo mes y año, Hernandarias designó al capitán Juan de Garay en carácter de maese de campo general del Río de la Plata y del Paraguay y teniente gobernador de Santa Fe, Cristóbal González como aguacil mayor y Blas de Benencia como teniente de aguacil mayor.
En febrero de 1616, si un vecino de la ciudad no iba a misa los domingos y fiestas de guardar, se lo penaba con la entrega de papel para el cabildo, por lo que parece que escaseaba en esos tiempos.

#### Traslado a Santa Fe
El cabildo, junto con la plaza Mayor y la iglesia de Todos los Santos, fueron desde un principio el centro de la ciudad, desde que esta se trasladara en el año 1649. Entonces, se construyó un edificio de dos plantas, con galerías y una sala capitular, la capilla, los calabozos y los patios de costumbre, además de otras salas comunes en los cabildos. Fue construido de abobe y tapias con techo a dos aguas de cañas y maderas.
Desde que los jesuitas fueran expulsados en 1767 por la dinastía Borbón, quedaron las Misiones Jesuíticas en manos de las Juntas de Temporalidades, los cuales vendían sus bienes. De allí se trajo al cabildo la campana que estuvo hasta el año 1816.
En el año 1787 el cabildo sufre un derrumbe, debido a su falta de refacción y conservación. Recién a partir de 1814 empezó la construcción de un nuevo edificio, debido a diversos problemas económicos, que finalizó en 1821. Contaba con dos pisos, y se podía encontrar la sala de sesiones, los calabozos, una capilla, despachos y patios. Tenía siete arcos en ambos pisos, recova y un balcón hacia la plaza.
Desde sus balcones, en 1815, fue declarada la autonomía provincial de Santa Fe, para lo cual se instala un despacho para el primer gobernador santafesino, Francisco Candioti. También fue dictado allí el Estatuto de 1819, bajo la gobernación de Estanislao López, aprobado por el cabildo, a quienes conservó como órgano legislativo para resolver los problemas urbanos. Así perduró hasta 1832, cuando fue disuelto ante los conflictos que lo enfrentaban con la Junta de Representantes.
En estos tiempos, fue añadida una torre del reloj, tirada abajo en 1905 porque su peso hacía peligrar el edificio.